# Cinctipora elegans
Cinctipora elegans är en mossdjursart som beskrevs av Hutton 1873. Cinctipora elegans ingår i släktet Cinctipora och familjen Cinctiporidae. Inga underarter finns listade i Catalogue of Life.